# Albert Pinkham Ryder

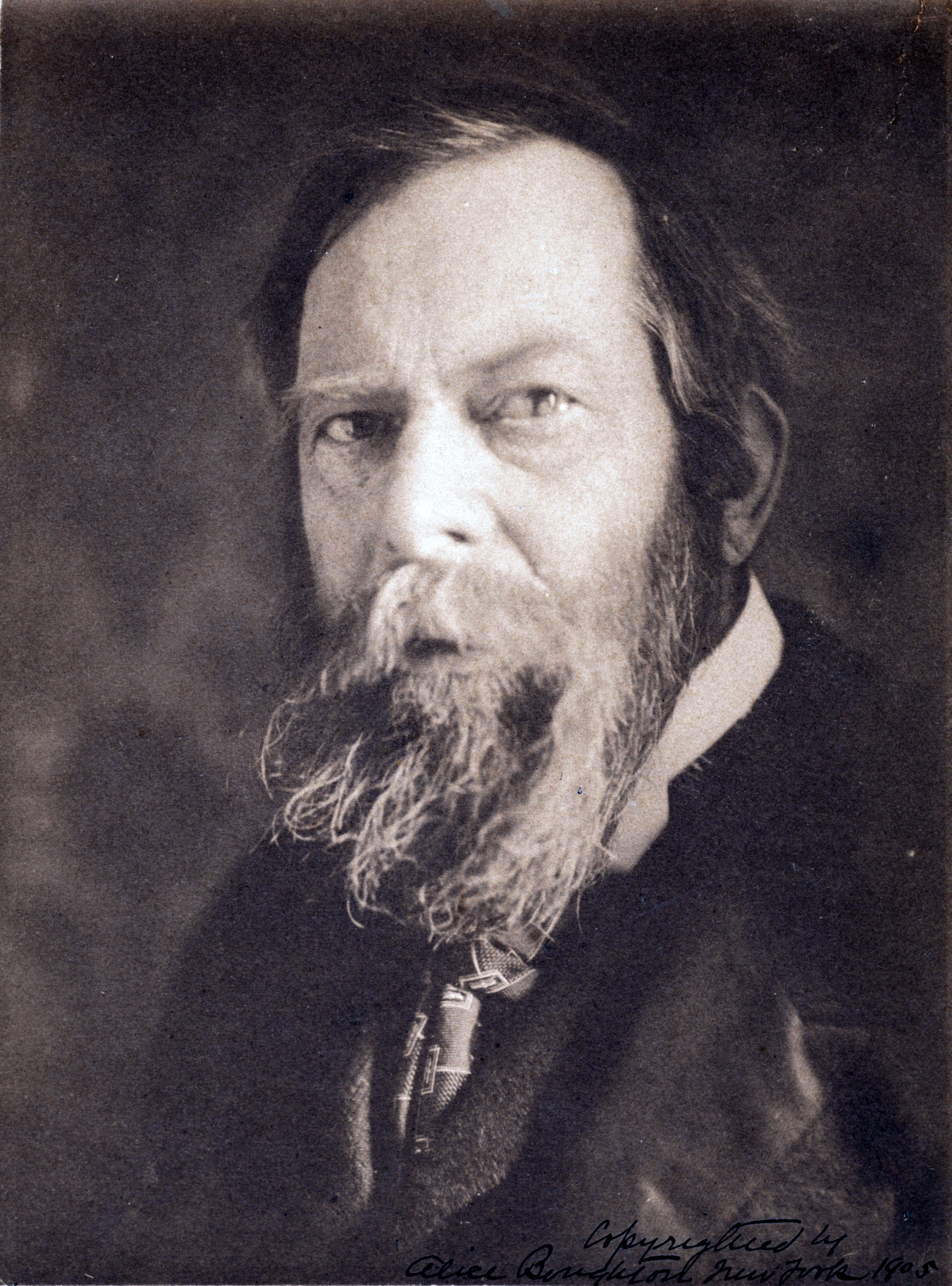
Retrato de Albert Pinkham Ryder

Albert Pinkham Ryder (New Bedford, Massachusetts, 19 de marzo de 1847-Nueva York, 28 de marzo de 1917) fue un pintor estadounidense.

## Biografía
Nacido en New Bedford, Massachusetts, el 19 de marzo de 1847, se asentó en la ciudad de Nueva York en 1870, donde estudió pintura. En 1878 ingresó como miembro de la Society of American Artists.
Sus escenas marítimas sumamente subjetivas, como Toilers of the Sea, reflejan su sentimiento del desamparo humano ante las fuerzas de la naturaleza. Una particular iluminación amarillenta, intensifica la atmósfera de misterio en obras como The Race Track y Death on a Pale Horse. Albert fue un pintor notablemente imaginativo, aunque no obstante, fue una persona muy solitaria. 
Sus trabajos fueron bien acogidos en vida.

## Galería

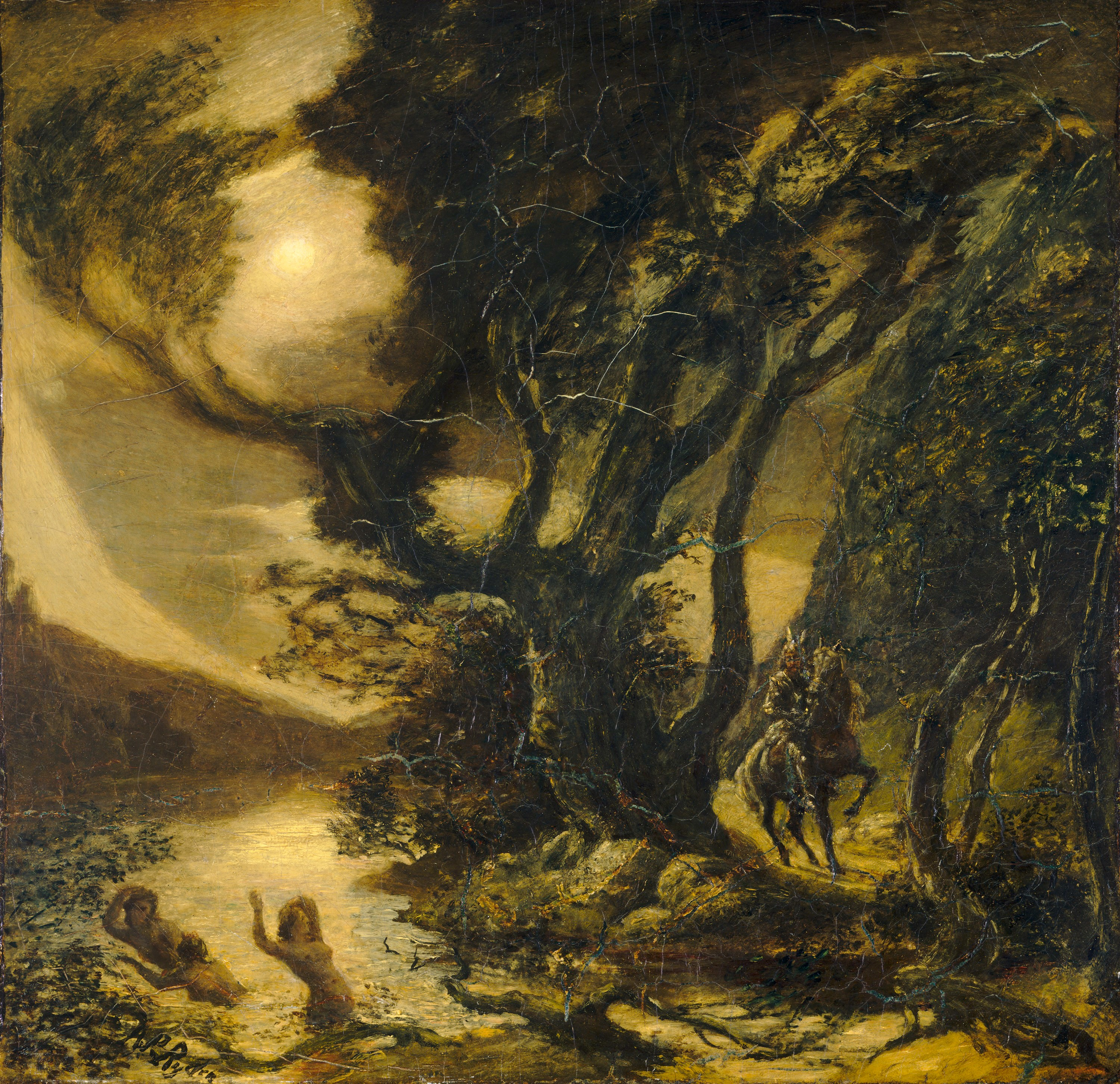
Siegfried and the Rhine Maidens (1875 - 1891).
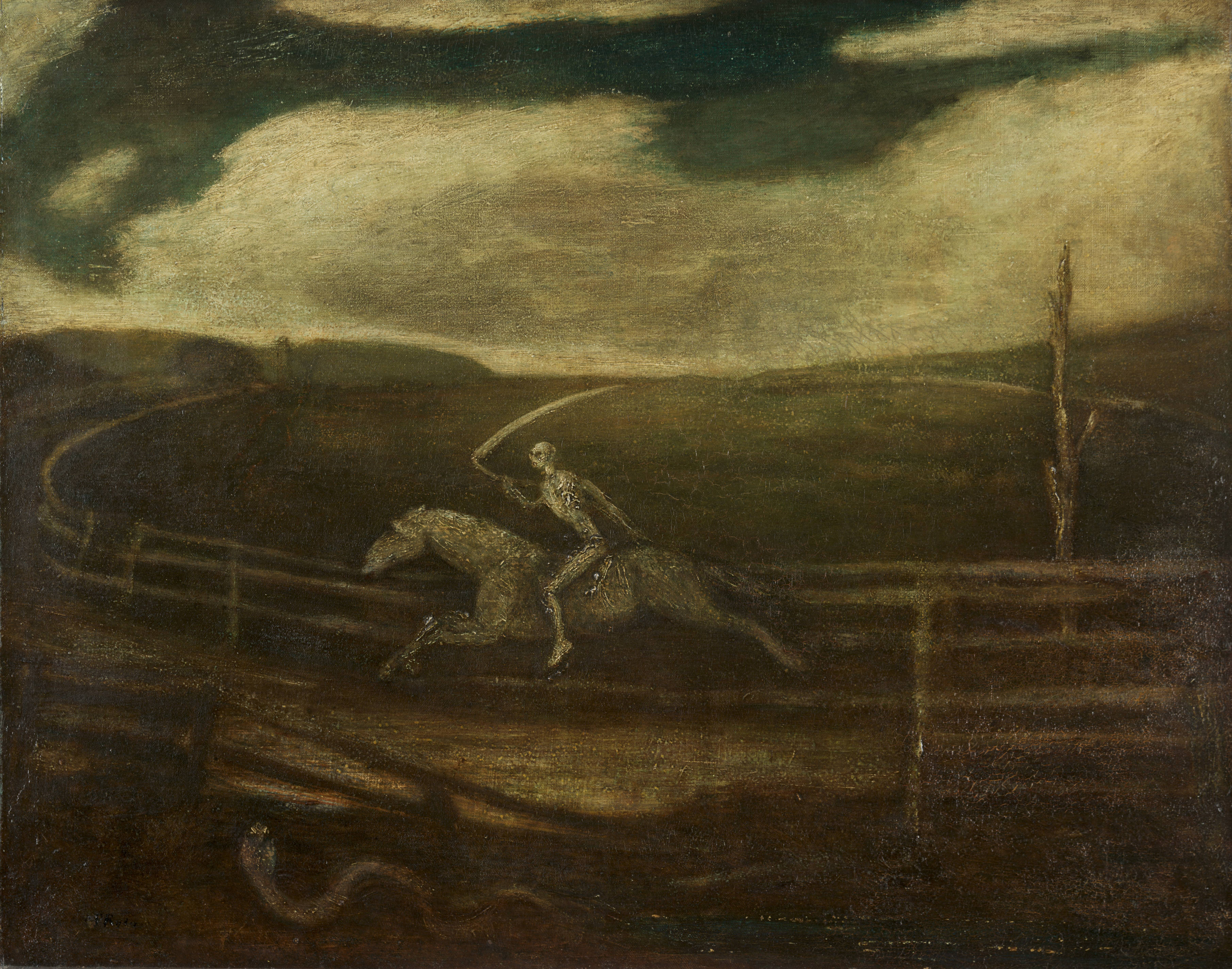
The Race Track (Death on a Pale Horse) (1895 - 1910)
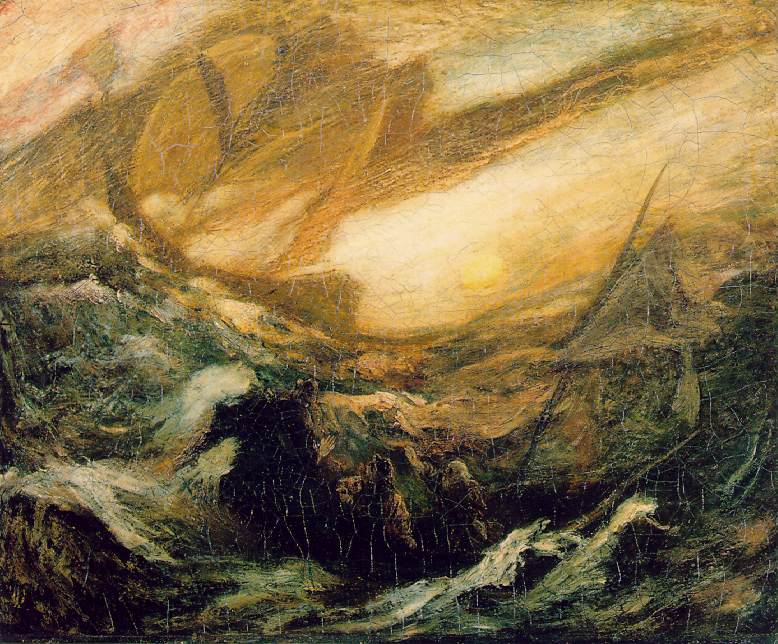
The Flying Dutchman (c. 1896)